# Helen Martins
Helen Martins (nasceu em São João da Boa Vista) é uma jornalista e premiada repórter brasileira.

## Carreira
Helen Martins iniciou sua carreira na Rede Bandeirantes, como repórter. Posteriormente, passou pela TV Cultura, onde ocupou o cargo de editora e, também, de repórter. Na Rede Globo, desde 1992, foi repórter de todos os telejornais de rede, até 1996. Neste ano, entrou para a equipe do Globo Rural, primeiramente como editora da seção de cartas e, depois, como apresentadora e repórter da atração dominical.

## Prêmios
2004
- Prêmio Massey Ferguson;
- Prêmio Caixa de Jornalismo Social (categoria Televisão);
- Prêmio Caixa de Jornalismo Social (categoria Grande Prêmio);
- Prêmio Vladimir Herzog de Direitos Humanos (menção honrosa).
- Prémio Reportagem Globo Rural / TV Globo, com “De Bem com a Minha Terra 1[3]

## Vida Pessoal
Foi casada com o jornalista Mauro Beting.